# 1932 v hudbě
Tento článek obsahuje události související s hudbou, které proběhly v roce 1932.

## Narození
- 8. února – John Williams, americký hudební skladatel
- 26. února – Johnny Cash, americký zpěvák († 12. září 2003)
- 22. března – Marta Jiráčková, česká hudební skladatelka
- 24. března – Václav Zítek, český operní pěvec († 20. prosince 2011)
- 9. dubna – Carl Perkins, americký zpěvák († 19. ledna 1998)
- 14. dubna – Loretta Lynnová, americká zpěvačka († 4. října 2022)
- 28. dubna – Marek Kopelent, český hudební skladatel a klavírista († 12. března 2023)
- 7. června – Tina Brooks, americký saxofonista († 13. srpna 1974)
- 21. června – Lalo Schifrin, argentinský hudební skladatel
- 2. července – Waldemar Matuška, český zpěvák († 30. května 2009)
- 7. července – Joe Zawinul, klavírista a hudební skladatel († 11. září 2007)
- 25. září – Glenn Gould, kanadský klavírista a hudební skladatel († 4. října 1982)
- 10. listopadu – Paul Bley, kanadský klavírista
- 15. listopadu – Petula Clark, britská zpěvačka
- 30. listopadu – Bob Moore, americký kontrabasista
- 5. prosince – Little Richard, americký zpěvák a klavírista
- 9. prosince – Donald Byrd, americký trumpetista († 4. února 2013)
- 14. prosince – Charlie Rich, americký zpěvák († 25. července 1995)
- 16. prosince – Jan Bedřich, český hudební skladatel, varhaník a dirigent († 14. července 1996)
- 28. prosince – Dorsey Burnette, americký zpěvák († 19. srpna 1979)[1]

## Úmrtí
- 1. března – Frank Teschemacher, americký klarinetista (* 13. března 1906)
- 17. dubna – Alfred Mahovsky, český hudební skladatel (* 22. dubna 1907)
- 20. května – Bubber Miley, americký trumpetista a kornetista (* 3. dubna 1903)
- 6. srpna – Eduard Tregler, český varhaník a hudební skladatel (* 5. ledna 1868)